# Aniba (genus)
Aniba is een plantengenus uit de laurierfamilie.
Volgens Franciscon en Miranda is dit het soortenrijkste genus van de familie met 96, 125 en 99 geldige namen in respectievelijk de Index Kewensis, The Plant List en TROPICOS.
De soorten zijn vrijwel uitsluitend Zuid-Amerikaans, met weinig meldingen uit Centraal-Amerika of het Caribisch gebied. Veel soorten zijn bekend om hun etherische oliën, die een verscheidenheid aan chemische stoffen bevatten zoals flavonoïden, riparines, pyronen, linalool, allylbenzeen and benzoaat. Sommige soorten zoals A. rosaeodora worden al sinds lange tijd gekapt vanwege hun geurige producten en zijn daardoor bedreigde soorten geworden. Er is ook belangstelling voor de eventuele medische eigenschappen van de stoffen in deze bomen, nu veel organismes resistentie zijn gaan vertonen tegen veel gebruikte medicijnen.

## Soorten
De soorten die Brazilië voorkomen zijn:
1. Aniba affinis
2. Aniba burchelli
3. Aniba canelilla
4. Aniba citrifolia
5. Aniba cylindriflora
6. Aniba excelsa
7. Aniba desertorum
8. Aniba ferrea
9. Aniba firmula
10. Aniba guianensis
11. Aniba heringeri
12. Aniba hosmanniana
13. Aniba intermedia
14. Aniba jemannii
15. Aniba kappleri
16. Aniba lancifolia
17. Aniba muca
18. Aniba megafylla
19. Aniba parviflora
20. Aniba permollis
21. Aniba panurensis
22. Aniba pedicellata
23. Aniba perchury-minor
24. Aniba riparia
25. Aniba rosaeodora
26. Aniba santalodora
27. Aniba taubertiana
28. Aniba terminalis
29. Aniba viridis
30. Aniba williamsii